# Luperus fasciculus
Luperus fasciculus es una especie de insecto coleóptero de la familia Chrysomelidae.
Fue descrita científicamente en 1904 por Julius Weise.